# Gran Premio d'Austria 2016
Il Gran Premio d'Austria 2016 è stata la nona prova della stagione 2016 del campionato mondiale di Formula 1. La gara si è disputata domenica 3 luglio 2016 sul Red Bull Ring di Spielberg bei Knittelfeld ed è stata vinta dal britannico Lewis Hamilton su Mercedes, al suo quarantaseiesimo successo nel mondiale. Hamilton ha preceduto sul traguardo l'olandese Max Verstappen su Red Bull Racing-TAG Heuer ed il finlandese Kimi Räikkönen su Ferrari.

## Vigilia

### Sviluppi futuri
La Scuderia Toro Rosso conferma, anche per la stagione 2017, quale pilota titolare, Carlos Sainz Jr.. La Red Bull Racing, invece, prolunga al 2018 l'impiego di Daniel Ricciardo.

### Aspetti tecnici
La Pirelli, fornitrice unica degli pneumatici, porta, per questo gran premio le mescole di tipo morbido, supersoft e ultrasoft. Un extra set di questa mescola sarà fornito ai piloti che affronteranno la Q3, che andrà restituito al termine delle qualifiche. Tale set resterà a disposizione degli altri piloti.
La Federazione Internazionale dell'Automobile, per questa gara, stabilisce due zone ove i piloti possono attivare il Drag Reduction System: la prima è posta sul rettilineo dei box, con detection point stabilito dopo la curva Rindt, mentre la seconda è fissata tra le curve Remus e Schlossgold, con punto di distacco fra i piloti posto prima della Remus. Da questa gara la FIA controlla la pressione degli pneumatici ancora prima di venir montati sulle vetture. Inoltre alle scuderie è permesso solo di gonfiarle, qualora vengano trovate a una pressione inferiore a quella consentita. Il controllo viene ripetuto quando un treno di gomme è riutilizzato.
Il circuito è stato interamente riasfaltato. Inoltre, in diversi punti, sono stati inseriti dei nuovi cordoli, nonché, alle curve Castrol, Remus e Red Bull Mobile, sono state ampliate le vie di fuga. I nuovi cordoli sono però considerati pericolosi, da alcuni piloti.
La Ferrari impiega un gettone di sviluppo per la componente MGU-K del motore, mentre la sua fornitrice del carburante, la Shell, porta un nuovo tipo di benzina. Sulla vettura di Sebastian Vettel viene sostituito il cambio; ciò comporta la penalizzazione di 5 posizioni sulla griglia di partenza. La Mercedes sostituisce la power unit per entrambi i piloti, che così utilizzano la terza unità da inizio stagione.

### Aspetti sportivi
L'ex pilota britannico Martin Donnelly è nominato commissario aggiunto per la gara, da parte della Federazione. Ha svolto spesso in passato, tale funzione, l'ultima al Gran Premio di Spagna.
Alfonso Celis Jr. prende il posto di Sergio Pérez, nelle prime prove del venerdì, in Force India.

## Prove

### Resoconto
L'ipotesi che il nuovo asfalto possa aver reso più veloce il tracciato si concretizza già nella prima sessione del venerdì, con Nico Rosberg che ottiene un tempo inferiore a quello della pole position dell'anno precedente. Staccato di meno di 4 decimi è il campione del mondo Lewis Hamilton. Nel corso della sessione Hamilton è stato anche protagonista di un testacoda: ciò ha costretto anche il sopraggiungente Romain Grosjean a compiere un analogo errore. Il pilota francese ha criticato la manovra del campione del mondo. Altri piloti hanno sfruttato le vie di fuga, come Max Verstappen che, uscito dalla curva 6, ha danneggiato la sua Red Bull Racing colpendo i dissuasori posti fuori dal tracciato. nella classifica, dietro al duo della Mercedes, si sono classificate le due Ferrari di Sebastian Vettel e Kimi Räikkönen. Al quinto posto ha chiuso Daniel Ricciardo, che però non ha utilizzato la mescola ultrasoft, come i primi quattro. Al termine della sessione la direzione di gara ha inviato delle reprimende a Pascal Wehrlein, per non aver rispettato il regime di Virtual safety car, a Rio Haryanto per un rientro pericoloso nella corsia dei box, e a Marcus Ericsson, per aver tagliato la linea bianca che delimita l'ingresso ai box.
La seconda sessione è, di fatto, interrotta da un violento temporale, dopo dieci minuti dal suo inizio. Per circa un'ora sul tracciato non vengono lanciate le vetture. Il miglior tempo della sessione è perciò quello fatto segnare ancora da Rosberg, nella primissima fase. Al secondo posto si è posizionato nuovamente Lewis Hamilton, staccato di soli 19 millesimi. Il britannico, quinto prima della pioggia, ha fatto segnare il tempo nella parte finale della sessione, quando il tracciato si era asciugato. Al terzo posto si è inserito un altro pilota dotato di una monoposto a motore Mercedes: Nico Hülkenberg, che ha preceduto Vettel. Il tedesco della Ferrari è poi terminato nella via di fuga della Remus, dopo aver toccato un cordolo. Diversi piloti, a causa anche della pista bagnata, hanno compiuto degli errori.
Al sabato vi è un ribaltamento delle gerarchie, con le due Ferrari di Sebastian Vettel e Kimi Räikkönen. Al terzo posto di è classificato Lewis Hamilton, mentre Nico Rosberg è stato autore di un'uscita di pista alla Remus, dovuta al cedimento di una sospensione. La monoposto è gravemente danneggiata, tanto da mettere in dubbio la presenza del tedesco alle qualifiche. La sessione è stata interrotta con bandiera rossa, proprio mentre il suo compagno di team stava cercando di migliorare la sua prestazione sul giro, dopo un lungo test sulle gomme Ultra soft. Al termine delle prove la Mercedes è costretta a sostituire il cambio sulla vettura di Rosberg, che perciò subisce una penalizzazione di 5 posizioni sulla griglia di partenza. Alla Toro Rosso decidono, invece, di sostituire la power unit di Carlos Sainz Jr.. Essendo solo il quarto motore utilizzato dallo spagnolo in stagione, ciò non comporta penalizzazioni sulla griglia.

### Risultati
Nella prima sessione del venerdì si è avuta questa situazione: 
| Pos | Nº | Pilota           | Costruttore | Tempo    | Gap    | Giri |
| --- | -- | ---------------- | ----------- | -------- | ------ | ---- |
| 1   | 6  | Nico Rosberg     | Mercedes    | 1'07"373 |        | 37   |
| 2   | 44 | Lewis Hamilton   | Mercedes    | 1'07"730 | +0"357 | 34   |
| 3   | 5  | Sebastian Vettel | Ferrari     | 1'08"022 | +0"649 | 28   |

Nella seconda sessione del venerdì si è avuta questa situazione:
| Pos | Nº | Pilota          | Costruttore          | Tempo    | Gap    | Giri |
| --- | -- | --------------- | -------------------- | -------- | ------ | ---- |
| 1   | 6  | Nico Rosberg    | Mercedes             | 1'07"967 |        | 25   |
| 2   | 44 | Lewis Hamilton  | Mercedes             | 1'07"986 | +0"019 | 19   |
| 3   | 27 | Nico Hülkenberg | Force India-Mercedes | 1'08"580 | +0"613 | 28   |

Nella sessione del sabato si è avuta questa situazione:
| Pos | Nº | Pilota           | Costruttore | Tempo    | Gap    | Giri |
| --- | -- | ---------------- | ----------- | -------- | ------ | ---- |
| 1   | 5  | Sebastian Vettel | Ferrari     | 1'07"098 |        | 20   |
| 2   | 7  | Kimi Räikkönen   | Ferrari     | 1'07"234 | +0"136 | 26   |
| 3   | 44 | Lewis Hamilton   | Mercedes    | 1'07"308 | +0"210 | 20   |

## Qualifiche

### Resoconto
La vettura di Nico Rosberg viene riparata in tempo, per permettere al pilota tedesco di affrontare le qualifiche. La possibilità che la pioggia faccia la sua comparsa sul tracciato, costringe i piloti ad affrontare subito la pista. Si porta al comando Lewis Hamilton, mentre Sergio Pérez danneggia una sospensione, passando sopra a uno dei dissuasori. Un più grosso incidente coinvolge Daniil Kvjat, che distrugge la sua vettura, con un'uscita di pista. Viene esposta la bandiera rossa, che interrompe le qualifiche. Queste riprendono a meno di due minuti dal termine: la lotta per il passaggio in Q2 è molto serrata, con soli due decimi di distacco fra Pascal Wehrlein nono, e Fernando Alonso, sedicesimo.
Un altro problema affligge la Toro Rosso, dopo l'errore di Kvjat: perde potenza il propulsore sulla vettura di Carlos Sainz Jr.. Al termine della sessione il miglior tempo è di Nico Rosberg, mentre sono eliminati i piloti di Sauber, Renault, poi Rio Haryanto e Daniil Kvjat.
All'inizio della seconda fase Nico Hülkenberg è posto sotto indagine dai commissari, per non aver rispettato le bandiere gialle. L'arrivo imminente della pioggia impone, nuovamente, ai piloti di cercare il loro miglior tempo, nella prima fase della sessione. La classifica è ancora comandata dal duo della Mercedes, ma il distacco con gli altri piloti è ridotto. Max Verstappen effettua un'escursione, fuori dal tracciato, così come Jenson Button. Come previsto la pioggia giunge a pochi minuti dal termine della Q2, non permettendo ai piloti di migliorarsi ancora. Oltre a Sergio Pérez e Carlos Sainz Jr., che non hanno preso parte alla sessione per i problemi accusati nella prima fase, vengono eliminati i due piloti della Haas, poi Pascal Wehrlein e Fernando Alonso. Lewis Hamilton ottiene il miglior tempo di sessione.
La pioggia costringe i piloti a montare, all'inizio della fase decisiva, le gomme intermedie. La classifica è comandata da Sebastian Vettel, l'unico pilota a forzare nel primo giro cronometrato. A seguire poi Lewis Hamilton e Daniel Ricciardo. La pioggia termina presto, con la pista che si asciuga rapidamente: prima si pone al comando Kimi Räikkönen, poi le due Mercedes.
Per l'ultima fase della Q3 le scuderie optano per le gomme da asciutto. Il primo pilota a ritoccare il tempo è Hülkenberg, con Hamilton penalizzato da un bloccaggio delle ruote. L'ultima fase è caotica, con la cima della classifica che cambia di secondo in secondo, con l'arrivo dei vari piloti al traguardo. Al termine restano al comando le due Mercedes di Lewis Hamilton e Nico Rosberg (quest'ultimo però penalizzato). Per il campione del mondo è la pole position numero 54, la sessantunesima per la Mercedes. Grazie alle penalizzazioni, Jenson Button partirà in seconda fila, cosa che alla McLaren non accadeva dal Gran Premio di Russia 2014.
Al termine delle qualifiche, Nico Hülkenberg è scagionato dai commissari, che non ravvisano, leggendo la telemetrie, la violazione degli obblighi imposti dalle bandiere gialle. Il tedesco parte così in prima fila, come non succedeva dalla pole position al Gran Premio del Brasile 2010. Diversamente da Hülkenberg, Jolyon Palmer, Rio Haryanto e Felipe Nasr vengono penalizzati di tre posizioni sulla griglia di partenza per non aver rallentato nel periodo di esposizione delle bandiere gialle. Per Nasr, qualificato ultimo, ciò non incide sulla sua posizione. Inoltre, tutti e tre pagano anche due punti di penalità sulla Superlicenza.

### Risultati
Nella sessione di qualifica si è avuta questa situazione:
| Pos                         | Nº | Pilota            | Costruttore               | Q1       | Q2          | Q3       | Griglia |
| --------------------------- | -- | ----------------- | ------------------------- | -------- | ----------- | -------- | ------- |
| 1                           | 44 | Lewis Hamilton    | Mercedes                  | 1'06"947 | 1'06"228    | 1'07"922 | 1       |
| 2                           | 6  | Nico Rosberg      | Mercedes                  | 1'06"516 | 1'06"403    | 1'08"465 | 6       |
| 3                           | 27 | Nico Hülkenberg   | Force India-Mercedes      | 1'07"385 | 1'07"257    | 1'09"285 | 2       |
| 4                           | 5  | Sebastian Vettel  | Ferrari                   | 1'06"761 | 1'06"602    | 1'09"781 | 9       |
| 5                           | 22 | Jenson Button     | McLaren-Honda             | 1'07"653 | 1'07"572    | 1'09"900 | 3       |
| 6                           | 7  | Kimi Räikkönen    | Ferrari                   | 1'07"240 | 1'06"940    | 1'09"901 | 4       |
| 7                           | 3  | Daniel Ricciardo  | Red Bull Racing-TAG Heuer | 1'07"500 | 1'06"840    | 1'09"980 | 5       |
| 8                           | 77 | Valtteri Bottas   | Williams-Mercedes         | 1'07"148 | 1'06"911    | 1'10"440 | 7       |
| 9                           | 33 | Max Verstappen    | Red Bull Racing-TAG Heuer | 1'07"131 | 1'06"866    | 1'11"153 | 8       |
| 10                          | 19 | Felipe Massa      | Williams-Mercedes         | 1'07"419 | 1'07"145    | 1'11"977 | PL      |
| 11                          | 21 | Esteban Gutiérrez | Haas-Ferrari              | 1'07"660 | 1'07"578    | N.D.     | 11      |
| 12                          | 94 | Pascal Wehrlein   | Manor-Mercedes            | 1'07"565 | 1'07"700    | N.D.     | 12      |
| 13                          | 8  | Romain Grosjean   | Haas-Ferrari              | 1'07"662 | 1'07"850    | N.D.     | 13      |
| 14                          | 14 | Fernando Alonso   | McLaren-Honda             | 1'07"671 | 1'08"154    | N.D.     | 14      |
| 15                          | 55 | Carlos Sainz Jr.  | STR-Ferrari               | 1'07"618 | senza tempo | N.D.     | 15      |
| 16                          | 11 | Sergio Pérez      | Force India-Mercedes      | 1'07"657 | senza tempo | N.D.     | 16      |
| 17                          | 20 | Kevin Magnussen   | Renault                   | 1'07"941 | N.D.        | N.D.     | 17      |
| 18                          | 30 | Jolyon Palmer     | Renault                   | 1'07"965 | N.D.        | N.D.     | 19      |
| 19                          | 88 | Rio Haryanto      | Manor-Mercedes            | 1'08"026 | N.D.        | N.D.     | 20      |
| 20                          | 26 | Daniil Kvjat      | STR-Ferrari               | 1'08"409 | N.D.        | N.D.     | PL      |
| 21                          | 9  | Marcus Ericsson   | Sauber-Ferrari            | 1'08"418 | N.D.        | N.D.     | 18      |
| 22                          | 12 | Felipe Nasr       | Sauber-Ferrari            | 1'08"446 | N.D.        | N.D.     | 21      |
| Tempo limite 107%: 1'11"172 |    |                   |                           |          |             |          |         |

In grassetto sono indicate le migliori prestazioni in Q1, Q2 e Q3.

## Gara

### Resoconto
Due piloti prendono il via dalla pit lane: Daniil Kvjat, dopo l'incidente in qualifica e Felipe Massa, che sostituisce l'ala anteriore.
Al via Lewis Hamilton mantiene il comando della gara, seguito da Jenson Button e Kimi Räikkönen, che hanno subito passato Nico Hülkenberg. Seguono, al termine del primo giro, Nico Rosberg, Daniel Ricciardo, Max Verstappen e Sebastian Vettel. Già nel secondo passaggio c'è un cambio di classifica, con lo scambio di posizione tra le due Red Bull.
Hülkenberg cede, nei giri seguenti, diverse posizioni, fino a terminare a centro gruppo, mentre Vettel, al giro 7, sopravanza Ricciardo, ed è sesto. Nello stesso giro l'altro ferrarista, Kimi Räikkönen prende la seconda piazza a Button. Anche il pilota della McLaren, nei successivi giri, viene risucchiato lontano dalla zona podio. Al decimo giro il britannico va al suo primo pit stop, dopo che, nel giro precedente, avevano fatto una sosta sia Nico Hülkenberg che il compagno di scuderia, Fernando Alonso.
All'undicesimo giro Nico Rosberg anticipa la sua prima sosta. Il tedesco della Mercedes rientra in pista quarto, dietro a Hamilton e al duo della Ferrari, ma con un ottimo ritmo di gara, che lo riporta presto vicino a Vettel. La sosta del capoclassifica avviene solo al giro 22: i meccanici però commettono una piccola imperfezione al cambio gomme. Un giro ed è anche il turno per Kimi Räikkönen. Si trova ora primo Sebastian Vettel, seguito dal duo della Mercedes, con Rosberg che precede Hamilton. A seguire poi le due vetture della Red Bull Racing e Räikkönen.
Al ventisettesimo giro esplode lo pneumatico posteriore sinistro sulla vettura di Vettel, lungo il rettilineo dei box: il pilota rimane incolume ma la vettura si è danneggiata contro le barriere. La direzione di gare invia in pista la safety car. Il gruppo delle monoposto, per evitare eventuali detriti rimasti sul tracciato percorre la corsia dei box.
Alla ripartenza Nico Rosberg comanda il gruppo su Lewis Hamilton, Max Verstappen, Daniel Ricciardo, Kimi Räikkönen, Valtteri Bottas, Felipe Nasr e Jenson Button. Il brasiliano della Sauber cede però presto la posizione a Button e a Romain Grosjean.
Al giro 52 pit stop per Bottas, e tre giri dopo anche per Lewis Hamilton, che monta gomme di mescola morbida. Il giro dopo anche Rosberg effettua la sua seconda fermata ai box: il tedesco opta per gomme super soft, e rientra in pista ancora davanti al compagno di team. A comandare la gara è ora Max Verstappen, seguito da Rosberg e Hamilton.
Al giro 58 Kimi Räikkönen sorpassa Ricciardo, ed è quarto. L'australiano è passato, poco dopo, anche da Button. Tra il giro 61 e il giro 63, le due Mercedes, che erano seconda e terza alle spalle di Verstappen, dopo la seconda sosta, passano il pilota della Red Bull. Al sessantacinquesimo passaggio Ricciardo si riprende la quinta posizione, passando Jenson Button.
Negli ultimi giri Lewis Hamilton si avvicina a Nico Rosberg, attaccandolo con decisione all’esterno di curva 2, nel corso dell’ultima tornata; con Lewis all'esterno, Rosberg allunga la frenata finendo per toccare con l'alettone il compagno; a questo punto Hamilton prende la prima posizione passando per la via di fuga mentre Rosberg prosegue, senza alettone anteriore, finendo per essere passato, nelle ultime curve, anche da Verstappen e Räikkönen.
Lewis Hamilton conquista così la sua quarantaseiesima vittoria, e il suo decimo Hat Trick, ovvero vittoria, pole position e giro veloce. La vittoria di Hamilton è la duecentocinquantesima per un pilota del Regno Unito.
Pascal Wehrlein ottiene con la Manor il suo primo punto in F1. Per la scuderia britannica si tratta di un ritorno a punti dopo due anni, vale a dire dal Gran Premio di Monaco 2014, gara in cui il compianto Jules Bianchi regalò 2 punti al team che all'epoca si chiamava Marussia.

### Risultati
I risultati del Gran Premio sono i seguenti:
| Pos | Nº | Pilota            | Costruttore          | Giri | Tempo/Ritiro       | Griglia | Punti |
| --- | -- | ----------------- | -------------------- | ---- | ------------------ | ------- | ----- |
| 1   | 44 | Lewis Hamilton    | Mercedes             | 71   | 1h27'38"107        | 1       | 25    |
| 2   | 33 | Max Verstappen    | Red Bull-TAG Heuer   | 71   | +5"719             | 8       | 18    |
| 3   | 7  | Kimi Räikkönen    | Ferrari              | 71   | +6"024             | 4       | 15    |
| 4   | 6  | Nico Rosberg      | Mercedes             | 71   | +26"710            | 6       | 12    |
| 5   | 3  | Daniel Ricciardo  | Red Bull-TAG Heuer   | 71   | +30"981            | 5       | 10    |
| 6   | 22 | Jenson Button     | McLaren-Honda        | 71   | +37"706            | 3       | 8     |
| 7   | 8  | Romain Grosjean   | Haas-Ferrari         | 71   | +44"668            | 13      | 6     |
| 8   | 55 | Carlos Sainz Jr.  | STR-Ferrari          | 71   | +47"400            | 15      | 4     |
| 9   | 77 | Valtteri Bottas   | Williams-Mercedes    | 70   | +1 giro            | 7       | 2     |
| 10  | 94 | Pascal Wehrlein   | Manor-Mercedes       | 70   | +1 giro            | 12      | 1     |
| 11  | 21 | Esteban Gutiérrez | Haas-Ferrari         | 70   | +1 giro            | 11      |       |
| 12  | 30 | Jolyon Palmer     | Renault              | 70   | +1 giro            | 19      |       |
| 13  | 12 | Felipe Nasr       | Sauber-Ferrari       | 70   | +1 giro            | 21      |       |
| 14  | 20 | Kevin Magnussen   | Renault              | 70   | +1 giro            | 17      |       |
| 15  | 9  | Marcus Ericsson   | Sauber-Ferrari       | 70   | +1 giro            | 18      |       |
| 16  | 88 | Rio Haryanto      | Manor-Mercedes       | 70   | +1 giro            | 20      |       |
| 17  | 11 | Sergio Pérez      | Force India-Mercedes | 69   | Incidente          | 16      |       |
| 18  | 14 | Fernando Alonso   | McLaren-Honda        | 64   | Sospensione        | 14      |       |
| 19  | 27 | Nico Hülkenberg   | Force India-Mercedes | 64   | Sospensione        | 2       |       |
| 20  | 19 | Felipe Massa      | Williams-Mercedes    | 63   | Cambio             | PL      |       |
| Rit | 5  | Sebastian Vettel  | Ferrari              | 26   | Foratura/incidente | 9       |       |
| Rit | 26 | Daniil Kvjat      | STR-Ferrari          | 2    | Sospensione        | PL      |       |

## Classifiche mondiali

### Piloti
| Pos | Pilota            | Punti |
| --- | ----------------- | ----- |
| 1   | Nico Rosberg      | 153   |
| 2   | Lewis Hamilton    | 142   |
| 3   | Sebastian Vettel  | 96    |
| 4   | Kimi Räikkönen    | 96    |
| 5   | Daniel Ricciardo  | 88    |
| 6   | Max Verstappen    | 72    |
| 7   | Valtteri Bottas   | 54    |
| 8   | Sergio Pérez      | 39    |
| 9   | Felipe Massa      | 38    |
| 10  | Romain Grosjean   | 28    |
| 11  | Daniil Kvjat      | 22    |
| 12  | Carlos Sainz Jr.  | 22    |
| 13  | Nico Hülkenberg   | 20    |
| 14  | Fernando Alonso   | 18    |
| 15  | Jenson Button     | 13    |
| 16  | Kevin Magnussen   | 6     |
| 17  | Pascal Wehrlein   | 1     |
| 18  | Stoffel Vandoorne | 1     |

### Costruttori
| Pos | Costruttore          | Punti |
| --- | -------------------- | ----- |
| 1   | Mercedes             | 295   |
| 2   | Ferrari              | 192   |
| 3   | Red Bull-TAG Heuer   | 168   |
| 4   | Williams-Mercedes    | 92    |
| 5   | Force India-Mercedes | 59    |
| 6   | Toro Rosso-Ferrari   | 36    |
| 7   | McLaren-Honda        | 32    |
| 8   | Haas-Ferrari         | 28    |
| 9   | Renault              | 6     |
| 10  | Manor-Mercedes       | 1     |

## Decisioni della FIA
Al termine della gara, Nico Rosberg è penalizzato di dieci secondi sul tempo di gara per l'incidente all'ultimo giro con Lewis Hamilton. Tale penalità non incide sulla classifica finale. La FIA toglie anche due punti dalla Superlicenza del pilota tedesco.

## Polemiche dopo la gara
Il contatto fra i due piloti della Mercedes, in lotta per il primo posto, è stato oggetto di forti discussioni, al termine del gran premio. Lewis Hamilton, al momento della premiazione, è stato fischiato da parte del pubblico. Toto Wolff, direttore esecutivo della scuderia, ha duramente criticato l'incidente, affermando che, in futuro, la scuderia potrebbe intervenire con degli ordini di scuderia, al fine di evitare altre situazioni analoghe.
La Pirelli conduce un'indagine sulla gomma esplosa sulla vettura di Sebastian Vettel. Secondo il costruttore italiano l'evento è stato dovuto a un detrito raccolto durante la gara.